# Encyrtus mactator
Encyrtus mactator is een vliesvleugelig insect uit de familie Encyrtidae. De wetenschappelijke naam is voor het eerst geldig gepubliceerd in 1861 door Förster.